# Woippy
Woippy è un comune francese di 12 859 abitanti situato nel dipartimento della Mosella nella regione del Grand Est. A Woippy è situato lo scalo di smistamento del nodo ferroviario di Metz.

## Società

### Evoluzione demografica
Abitanti censiti